# Isla de Stroma
La Isla de Stroma  o Stroma, es una isla deshabitada frente a la costa norte de Escocia, justo al norte de la localidad de John o' Groats . Es la más meridional de las islas de Pentland Firth, ubicada entre las islas Orcadas y el condado tradicional de Caithness en la parte más nororiental del continente europeo. Stroma es parte del condado de Caithness. Su nombre proviene del nórdico antiguo Straumr-øy que significa "isla en la corriente [mareal]".
Las estructuras de piedra antiguas atestiguan la presencia de los primeros residentes de Stroma, mientras que en la narración histórica, Orkneyinga Saga, ya se registra una presencia humana nórdica en la isla desde hace alrededor de 900 hasta 1000 años. La isla se ha vinculado históricamente y políticamente con Caithness desde al menos el siglo XV. Aunque Stroma se encuentra a solo unas pocas millas de la costa escocesa, el clima salvaje y las mareas ferozmente fuertes del Pentland Firth significaron que los habitantes de la isla estuvieron por mucho tiempo aislados, lo que provocó que fueran en gran parte autosuficientes, comerciando productos agrícolas y pescado con los habitantes continentales.
La mayoría de los isleños eran pescadores y agricultores; algunos lugareños también trabajaron como pilotos marítimos para guiar a los barcos a través de las traicioneras aguas del Pentland Firth. Las mareas y las corrientes hicieron que los naufragios fueran frecuentes en el tiempo, el más reciente ocurrió en 1993; el salvamento proporcionó un ingreso adicional, aunque a menudo ilegal, para las arcas de los isleños. En 1890 Se construyó un faro en Stroma que todavía funciona bajo automatización.
Stroma ahora está abandonado, con las casas de sus antiguos habitantes desocupadas y derruidas. Su población disminuyó gradualmente durante la primera mitad del siglo XX a medida que los habitantes se alejaron para buscar mejores oportunidades en otros lugares, ya que los problemas económicos y el aislamiento de Stroma hicieron que la vida en la isla fuera cada vez más insoportable y difícil a partir de la segunda mitad del siglo XX . De un pico histórico de 375 personas en 1901, la población se redujo a solo 12 en 1961 y los últimos isleños se fueron para fines del año siguiente. El abandono final de Stroma se produjo en 1997 cuando partieron los fareros y sus familias definitivamente. La isla ahora es propiedad de algunos de sus antiguos habitantes, que la usa para pastar ovejas.

## Geografía, geología, flora y fauna

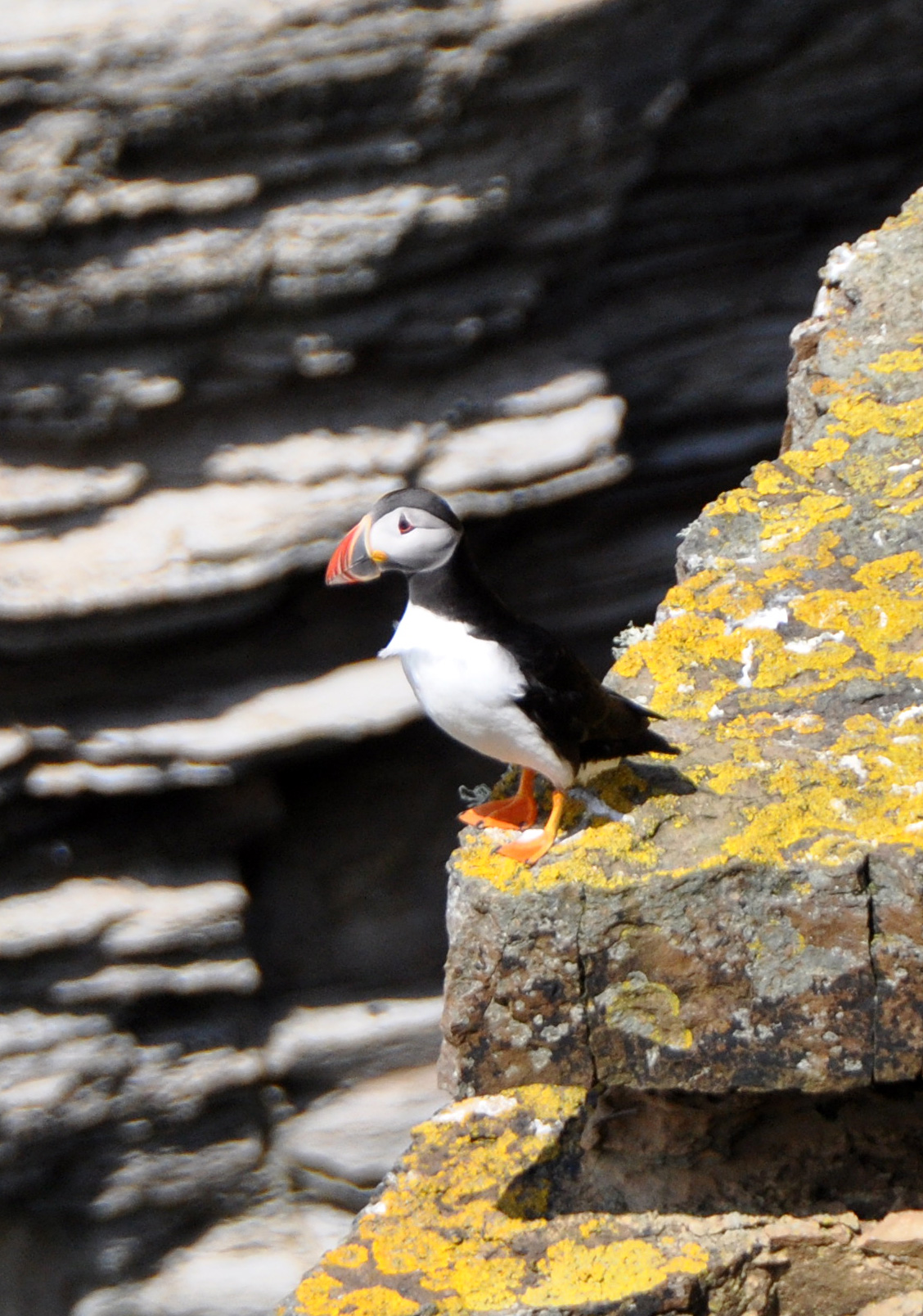
Un frailecillo atlántico en Stroma

Stroma está ubicado en Pentland Firth, a unas 2 millas (3 km) al noroeste de John o 'Groats en el continente. La isla divide el estuario en dos canales, el Inner Sound al sur y el Outer Sound al norte. Es una isla mayormente baja y plana, cubre un área de alrededor de 375 hectáreas (926,6 acre) y se eleva a una altura máxima de 53 m (58,0 yd) en Cairn Hill en el sureste. Está orientado en dirección norte-sur, midiendo alrededor 2 mi (3 km) de largo por 1 mi (2 km) de ancho.
La isla está rodeada por acantilados que varían en altura desde alrededor de 33 m (108,3 pies) en la costa oeste hasta acantilados bajos, con estrechad playad rocosa en otros lugares. El lado este de la isla se inclina hacia abajo en dirección este o sureste, y el ángulo de la pendiente aumenta de alrededor de 3 grados en el centro de la isla a alrededor de 30 grados en la costa este. El lecho rocoso de la isla consiste en capas planas de arenisca roja media antigua erosionada, conocidas como banderas de Rousay. Una banda de seis pies de la piedra de grano fino solía extraerse a pequeña escala para usarse en el continente como material para construcción de techos. Es similar en composición a los Mey Beds en el continente, aunque en algunos lugares en Stroma es reemplazado por lechos de masas angulares y redondeadas de arenisca con una matriz nodular, similar a los Ackergill Beds en Caithness. Solo se han encontrado restos fósiles fragmentarios; estos incluyen especímenes de los extintos peces Devónico Dipterus y Coccosteus.
La isla de Stroma está atravesada por una falla tectónica que la corre en dirección norte-sur a través de su centro, atravesada a su vez por otra falla que la recorre en dirección estenoreste a través del norte de la isla. El suelo a ambos lados de la línea de la falla es significativamente diferente; las partes este y sur de Stroma están cubiertas por un suelo de arcilla fértil nutrida por minerales de la roca madre, mientras que en el lado oeste predomina un terreno pantanoso menos fértil y más difícil para la construcción.
La línea costera fuertemente dentada tiene una circunferencia de aproximadamente 7 mi (11 km), puntuado por numerosos geos o ensenadas creadas por las olas que erosionan los acantilados marinos a lo largo de las fallas. Una cueva marina parcialmente derrumbada llamada The Gloup se encuentra en el noroeste de la isla. Esta característica es un pozo rocoso profundo, lleno de agua de mar. Se encuentra en el cruce de las dos líneas de falla y está conectado con el mar por un pasaje subterráneo 165 yd (150,9 m) de largo, creado por la erosión a lo largo de la falla estenoreste. Se dice que el pasaje se utilizó para el contrabando; Según los informes, los isleños ocultaron la destilación ilegal de HM Customs and Excise al esconder los alambiques y el alcohol en una cueva dentro de The Gloup, llamada "The Malt Barn", a la que solo se podía acceder durante la marea baja.
La flora y la fauna de Stroma son similares a las del continente. La isla no tiene árboles; su vegetación se compone principalmente de pastos, brezos y flores pequeñas. Las focas abundan a lo largo de sus costas y, a veces, se encuentran tierra adentro durante la temporada de reproducción. Tanto las focas grises como las focas de puerto están presentes, y cada año nacen alrededor de 650 crías de foca gris. Las nutrias también pueden estar presentes, como en otras partes del continente. Los acantilados occidentales son el sitio de colonias de charranes, araos, fulmares y patos eider. Los acantilados están designados como Sitio de especial interés científico dentro del Área de Protección Especial de North Caithness Cliffs. Las aguas frente a Stroma albergan una serie de especies de cetáceos, como la ballena minke, el delfín de hocico blanco y la marsopa común.

## Demografía
Existían dos asentamientos en Stroma: Nethertown, en el norte de la isla, y Uppertown o Overtown, en el sur. Originalmente pertenecían a la finca Freswick, propietaria de Nethertown, y la finca Mey, propietaria de Uppertown. Entre los dos estaba Mains of Stroma, la granja principal de la isla. Un camino recorre toda la longitud de la isla y conecta el faro en el extremo norte con los dos asentamientos y el puerto en la costa sur.

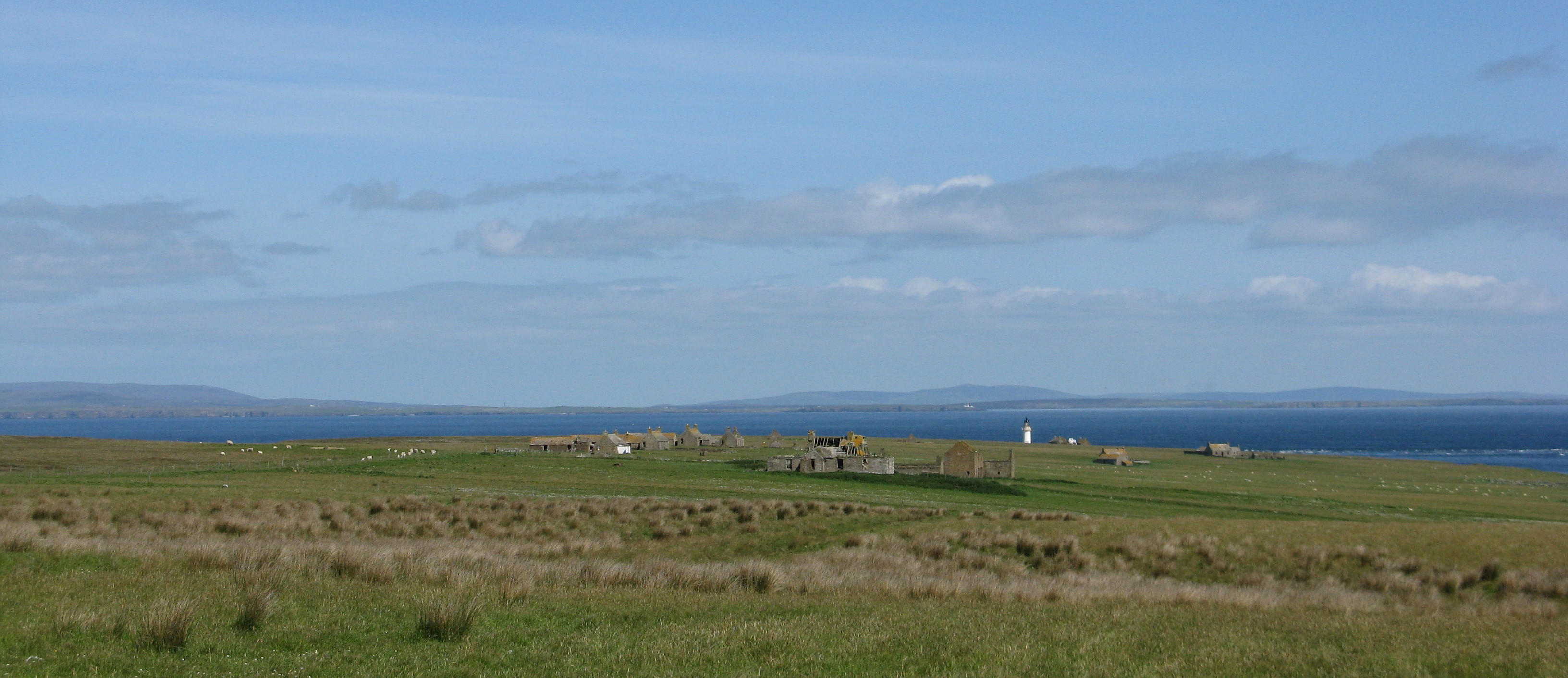
Vista panorámica del norte de Stroma, con las islas Orcadas a lo lejos. Se pueden ver Mains Farm, las casas de Nethertown y la parte superior del faro.

La isla al día de hoy está deshabitada; los últimos isleños residentes se fueron en 1962 y los últimos habitantes que quedaban, los guardianes del faro de la isla y las familias de estos, se fueron en 1997 cuando se automatizó el faro. La población alcanzó un pico de 375 habitantes en 1901, pero los censos realizados entre 1841 y 1961 cuentan la historia del colapso demográfico de Stroma durante el siglo XX:

### Asentamiento y restos prehistóricos
Stroma estuvo habitado en tiempos prehistóricos, como lo demuestra la presencia de una serie de antiguas estructuras de piedra alrededor de la isla. Un túmulo de cámaras en ruinas está situado en el extremo norte de la isla, cerca del faro; ha sido parcialmente excavado y mide unos 16 m (52,5 pies) de diámetro por 1,8 m (5' 1029/32") alto. Los habitantes de la isla del siglo XVIII recogieron las puntas de flecha de piedra prehistóricas que encontraron en el lado occidental de la isla, creyéndolas "disparadas por duendes", y las consideraron hechas por hadas. Creían que si poseían un "disparo de duende" se les otorgaría protección para ellos y su ganado de cualquier daño causado por los seres mágicos.
También se encuentran en la isla estructuras similares a cistas, que los isleños denominaron "Camas de los pictos ". Se pueden ver ejemplos notables en el norte, cerca de Nethertown. Por lo general, se encuentran cerca de basureros, de los cuales se están erosionando huesos y conchas de animales. Poco parece saberse sobre el propósito y los orígenes de estas estructuras. Aunque la Comisión Real de Monumentos Antiguos e Históricos de Escocia los atribuye a la prehistoria, también es posible que sean de origen nórdico. Un montículo quemado en forma de riñón ubicado cerca de Castle Geo en el sureste de Stroma se puede atribuir con más confianza a habitantes de la prehistoria. Consiste en una acumulación de piedras resquebrajadas y chamuscadas que servían para calentar agua en un abrevadero comunal. Aunque el ejemplo en Stroma no ha sido fechado, los montículos quemados encontrados en otras partes de las islas Orcadas y Shetland se han fechado en la Edad del Bronce y principios de la Edad del Hierro.
Los restos de un fuerte de tierra y piedra están situados en el promontorio de Bught o' Camm en la costa oeste de Stroma, cerca del extremo norte de la isla, aunque se desconocen sus orígenes. Una muralla de pie 1 m (3 pies) con una extensión promedio de 6 m (20 pies) encierra un área de unos 70 por 30 m (229,7 por 98,4 pies) y bloquea el acceso al promontorio. No hay evidencia de estructuras dentro del perímetro del fuerte. Es posible que se haya ingresado desde el extremo este de la muralla, donde existe una brecha de 3 metro (10 pies), pero esto puede haber sido producido por procesos naturales.

### Período medieval

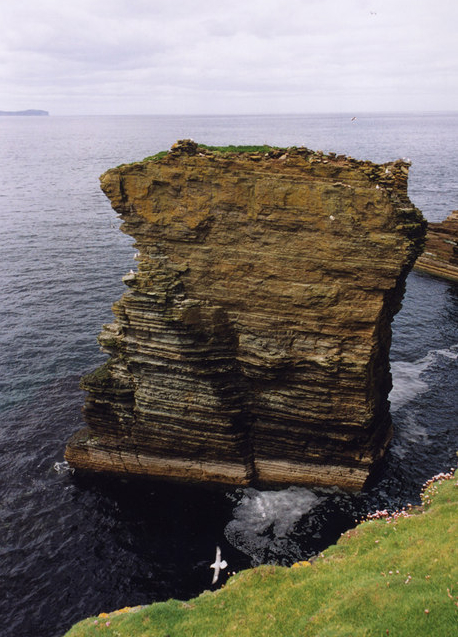
La parte superior de esta pila de roca aislada está ocupada por los escasos restos del castillo Mestag, que se cree que fue construido por los nórdicos.

El primer registro histórico de la isla se encuentra en la narración histórica islandesa, Orkneyinga Saga, del siglo XII. Allí registra que un hombre llamado Valthiof, hijo de Olaf Rolfson, vivía y cultivaba en la isla de Stroma. Una víspera de Navidad, partió en un bote de diez remos hacia Orphir en Mainland, Orkney, por invitación del conde de Orkney, Paul Haakonsson. Sin embargo, el barco se perdió con toda su tripulación, como dice la Saga: "noticias tristes ya que Valthiof era un hombre muy experimentado". Más tarde, el conde concedió la granja de Valthiof a Thorkel Flettir. Más tarde, un vikingo ruidoso llamado Sweyn Asleifsson huyó a Stroma, perseguido por Earl Harald Haakonsson . Los dos sujetos quedaron atrapados en la isla debido al mal tiempo, pero un amigo en común llamado Asmundi los persuadió para que hicieran las paces, se instó a que Sweyn y Harald deberían compartir la misma cama para dormir y hacer de esta manera hacer las paces.
Los nórdicos construyeron una fortificación en la isla, ahora llamada Castle Mestag, en Mell Head, en el extremo suroeste de Stroma. La estructura (conocida como "el castillo de los ladrones") está situada en la parte superior de un farallón aislado a unos 4,5 m (14' 91/5") de altura en los acantilados de la isla principal. Los isleños cuentan en su saber popular que alguna vez estuvo conectado por un puente levadizo o algún otro tipo de tramo artificial, o, alternativamente, pudo haber sido accesible a través de un arco de roca que se derrumbó ya hace tiempo.
Debido a su cercanía con el continente escocés, Stroma se ha unido políticamente durante mucho tiempo a Caithness. Una vieja historia cuenta que la posesión de la isla una vez fue disputada entre los Condes de Orkney y Caithness. Para resolver la disputa, se basaron en la leyenda de que los animales venenosos prosperarían en Caithness pero morirían en las islas Orcadas. Algunas serpientes venenosas fueron debidamente importadas a Stroma y sobrevivieron allí, "probando" que la isla pertenecía a Caithness y no a las Orcadas.
Se registra de manera más confiable que en 1455 el obispo de Caithness, William Mudy, regaló Stroma y otras de sus tierras y castillos a su hermano Gilbert. Finalmente pasó la isla a manos de la familia Sinclair, que poseían el título de conde de Caithness desde 1455. En 1659, George Sinclair, el sexto conde de Caithness, otorgó el título nobiliario de Stroma a John Kennedy de Kermuck, que había escapado al extremo norte después de ser proscrito tras causarle la herida mortal a John Forbes de Watertown.
115 años después, el Reverendo George Low registró en su relato de un recorrido por la isla que había visto "los restos de una casa bastante grande con jardines, una vez poseídos por un caballero, el propietario de la isla, quien se vio obligado a huir de su hogar natal a causa de un duelo, eligió este para su retiro". Se decía que los jardines estaban decorados con "plantas que curaban todas las enfermedades". Ahora no queda nada de la casa, pero los jardines pueden haber estado ubicados dentro de un recinto amurallado cerca del muelle de Nethertown.

### SiglosXVIIyXVIII

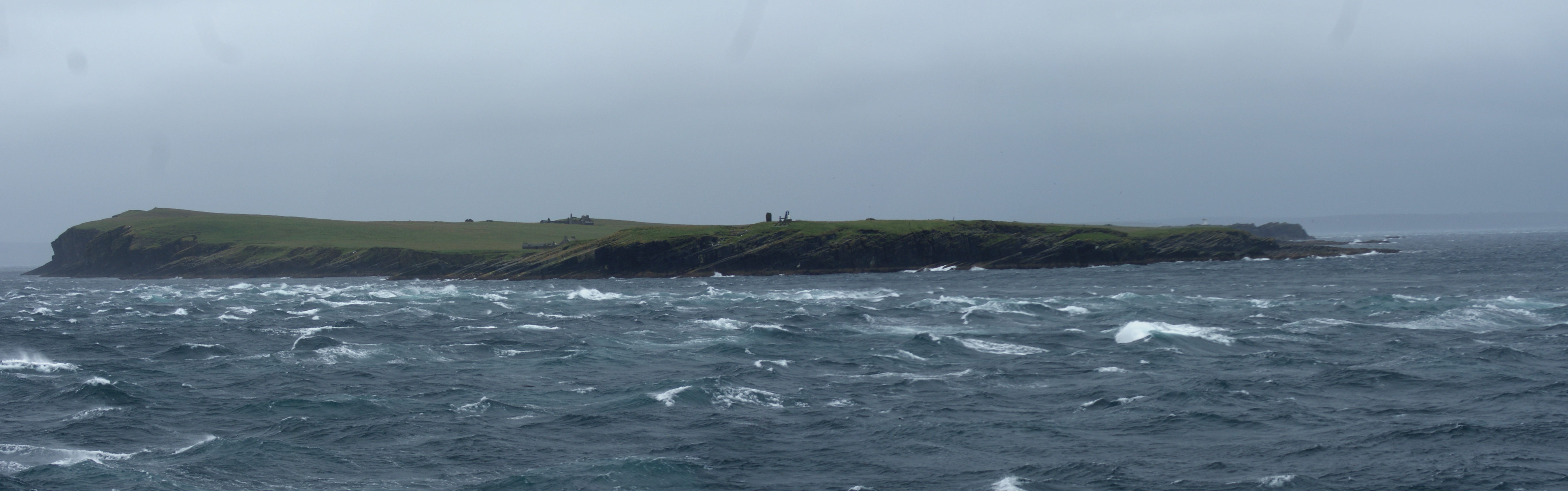
Vista de Stroma vista desde Pentland Firth en un día de clima agitado. El mal tiempo significaba que la isla a menudo estaba aislada del continente por el mar.

La vida en la isla estaba muy aislada debido a su inaccesibilidad. Hasta 1894 no tenía lugar de desembarco, lo que significaba que los barcos tenían que ser desembarcados directamente en la playa y arrancados por encima de la línea de flotación. Particularmente en invierno, cuando las tormentas azotaban el Pentland Firth, Stroma podía quedar aislada durante semanas. Tales episodios supusieron graves riesgos para los isleños, ya que no tenían médico. El invierno de 1937 ilustró los problemas que podía plantear el clima; durante enero y febrero de ese año, la isla estuvo aislada durante tres semanas por violentos vendavales que demolieron casas a lo largo del paseo marítimo y arrastraron botes a 100 yardas (90 m) tierra adentro. El aislamiento de Stroma se produjo en un momento especialmente malo, ya que la mayoría de la población había contraído la gripe y los suministros de alimentos se redujeron hasta el punto de que hubo que racionar algunos productos. Finalmente, dos barcos pudieron llegar a la isla, llevando suministros y un médico de Caithness, junto con el correo de tres semanas.
Se establecieron dos capillas cristianas en Stroma en algún momento antes del siglo XVII; eran conocidas como Kirk of Stara (del nombre nórdico para "gran iglesia") y Kirk of Old Skoil (de Skali, posiblemente un nombre dado a una de las granjas cercanas). Sus ubicaciones ahora se desconocen, pero la Iglesia de Old Skoil puede haber estado ubicada en el extremo sureste de Stroma, donde hoy en día se encuentra el cementerio de la isla. Ambas iglesias cayeron en desuso a mediados del siglo XVII y, al carecer de un ministro propio, tal vez no sea sorprendente que los habitantes del continente sintieran que los isleños carecían de compromiso religioso. Una investigación de Canisbay Kirk en el siglo XVII les reprendió por visitar capillas "papistas" en el continente, profanar el Día del Señor, ser "vendedores y bebedores de cerveza" y jugar al fútbol y bailar en sábado. El Presbiterio decidió que los habitantes estaban espiritualmente desatendidos "por el peligroso paso a ese lugar, especialmente en invierno". Se suponía que el ministro de Canisbay predicaría cuatro veces al año en Stroma, pero fue reprendido por hacerlo solo dos veces al año. Se instruyó a los isleños para que asistieran a la iglesia en Canisbay y en una sesión de la iglesia ordenó en 1654 que se les debería dar paso gratis a los isleños y que cualquier persona de Stroma propietario de un bote que se mantuviera alejado de los servicios religiosos debería ser multada.
La población de la isla contaba con unas pocas decenas de familias a lo largo del siglo XVIII, lo que significa una población de no más de un par de cientos de personas; se registró que solo contaba con 30 familias en 1710, 47 en 1724, 40 en 1735 y 30 en 1760. Estos alquilaron su tierra a dos ramas de la familia Sinclair, los Sinclair de Mey, a los que eran dueños de Uppertown, y a los Sinclair de Freswick, que eran dueños de Nethertown. Esta última rama adquirió Nethertown en 1721 y finalmente tomó posesión de Uppertown también al obtener los derechos de los Kennedy, según se informa, a través de engaños. Según la confesión en el lecho de muerte de uno de los testigos de la transacción, Sinclair de Freswick obtuvo el "consentimiento" del difunto Kennedy poseedor de los derechos, colocando una pluma en la mano del muerto y moviéndola para hacer que el cadáver escribiera su nombre en el documento. El otro testigo se suicidó, quizás por la culpa que tenía. La isla era razonablemente rentable para los Sinclair; en 1724, los isleños pagaban un alquiler anual de 1.300 marcos (equivalente a unas 125 libras esterlinas a precios de 2011), parte del cual se pagó en excedentes de grano transportados por los barcos de Stroma a los graneros de Sinclair en Staxigoe, cerca de Wick. Los isleños era autosuficientes en productos lácteos y además eran conocidos por la calidad de su elaboración de los quesos; El escritor Daniel Defoe declaró que el queso de Stroma era excelente.

### SiglosXIXyXX

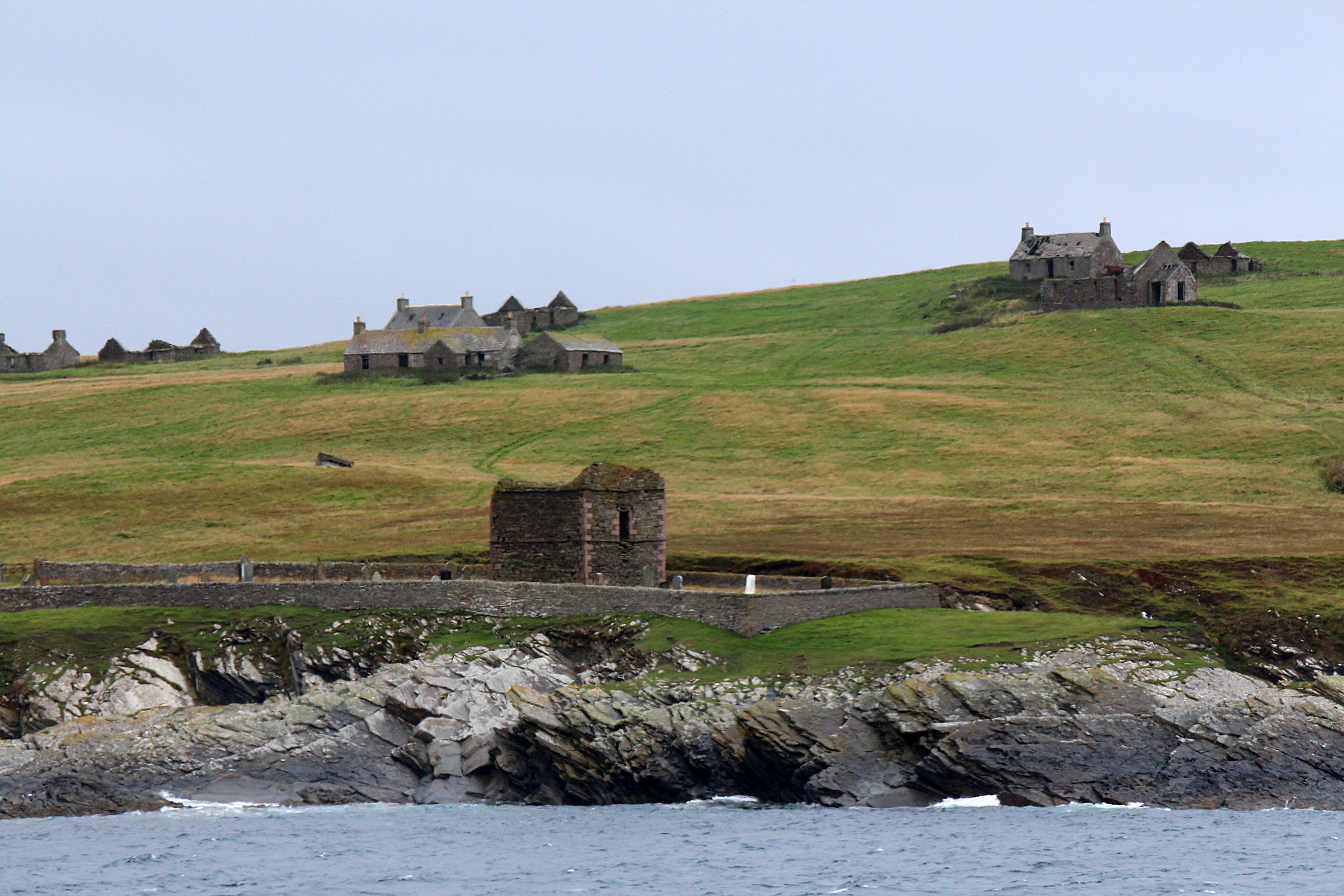
El mausoleo y cementerio de los Kennedy del en el extremo sureste de la isla

A principios del siglo XIX, alrededor de 30 familias que sumaban entre sí 170 personas que vivían en Stroma, y que trabajaban las tierras de cultivo asignadas en el sistema de plataforma tradicional. Se decía que la isla era "muy productiva en maíz", aunque los habitantes no hacían uso de ningún tipo de arado ; en cambio, cavaron lechos altos o crestas, lo que produjo mayores rendimientos que los que hubieran tenido con el arado. George Low escribió en su relato de la isla en 1774 que "el suelo es bueno, negro y profundo, levantado en altas crestas por la pala, en una palabra, toda la parte cultivada de la isla está vestida como un jardín y produce cosechas mucho mayores", descripción común en la tierra arada. La vida agrícola en la isla siguió un patrón de cultivo bastante típico, con un tamaño promedio de aproximadamente 10 acres (4 ha). Las familias solían tener algunas vacas, ovejas y gallinas, además de un único caballo y algún cerdo. Cultivaban una variedad de productos como avena, papa, heno y nabos, obtuvieron además el agua de pozos y usaron a los caballos para satisfacer sus necesidades de transporte. Además de las exportaciones agrícolas, también exportaban losas cerámicas de la isla e importaban turba para quemar como combustible; desdeñaron la práctica habitual en algunas de las islas Orcadas de utilizar estiércol de vaca como combustible, refiriéndose a la isla norteña de Sanday como "la pequeña isla donde cagan fuego". Low también observó el efecto del clima de la isla en los habitantes: "Los hombres son hombres robustos y resistentes, como se dijo antes, mientras que las mujeres, son bastante bien parecidas, pero a medida que avanzan en edad se vuelven muy poco favorecidas, adquiriendo una peculiar fealdad en sus semblantes contrario a lo que se observa de las mujeres de las Orcadas".
Los isleños también se sustentaban económicamente de la pesca, aprovechando las capturas de alta calidad que se realizaban en las costas de la isla. James Traill Calder escribió en su Bosquejo de la historia civil y tradicional de Caithness de 1861 que "El mejor bacalao del norte se puede conseguir en Pentland Firth . . . Langostas grandes y excelentes se capturan alrededor de la isla [de Stroma]". Se decía que el bacalao capturado en estas aguas tenía "la carne blanca más firme de todas las capturas en aguas británicas debido a que tenían que nadar continuamente en fuertes corrientes". Además de atrapar langostas, los isleños practicaban la pesca a mano del bacalao en las aguas del Firth, esto implicó remolcar tramos de línea con pesos pesados y una varilla de metal o carrete en un extremo, del cual colgaba un trozo corto de cáñamo y un anzuelo cebado con lapas. Para alentar a los peces a morder, los remeros tenían que mantener quietos los botes, lo que requería una gran habilidad en las impredecibles corrientes del Firth. La isla se destacó por su tipo nativo de barco, el Stroma Yola, que era un descendiente directo del antiguo drakkar nórdico.
Muchos de los isleños masculinos utilizaron su conocimiento de las corrientes del Firth para emplearse como pilotos marítimos en los barcos que pasaban. Su pericia fue el producto de la experiencia de toda su vida en las aguas del Firth; como se dijo, habían estado "escarceando en el agua salada desde su infancia en adelante". De hecho, toda la isla estaba empapada por el agua salada que arrojaban las poderosas mareas y tormentas a las que estaba constantemente sometida la isla, especialmente en invierno. La agencia estadística de Escocia señaló que durante una tormenta, el nivel del mar en el oeste de la isla era más de 2 brazas (3,7 m; 12 pies) más alto que en el lado este, y que el rocío se arrojó tan alto que arrasó las cimas de los acantilados "y cae en tal profusión que corre en riachuelos hacia la orilla opuesta" Los isleños aprovecharon este fenómeno captando el agua en un embalse para accionar un molino de agua que molía su grano en los meses de invierno. Ahora no se sabe exactamente dónde estaba el molino o qué le sucedió. Aunque se describe en el informe Statistical Account, escrito en la década de 1790, y Robert Miller figura en el censo de 1851 como su molinero, en 1861 se había mudado a una granja de 5 acres (2 ha) y no se hace más mención del molino en relatos contemporáneos.
Las fuertes tormentas alrededor de Stroma causaron ocacionalmente destrucciones en la isla. En diciembre de 1862, una violenta tormenta estalló sobre la isla con tanta fuerza que atravesó y destruyó el extremo norte de Stroma, dejando restos de rocas y algas en la parte superior de los acantilados de más de 100 pies de altura y a su vez destruyendo los canales que conducen al molino de agua. En los últimos doscientos años, más de sesenta navíos, desde barcos de pesca hasta grandes barcos de carga, han naufragado en las costas de Stroma, y muchos más han naufragado en los arrecifes y bancos de arena de las costas continentales vecinas y de las cercanas Islas Orcadas. Muchos barcos, al menos 560 entre 1830 y 1990, han tenido que ser reflotados y rescatados en Pentland Firth después de tener dificultades. En otros tiempos los naufragios eran una valiosa fuente de ingresos, madera y bienes para los locales, que salvaban las mercancías para si propio uso, y a menudo sin tener en cuenta la legalidad, cada vez que se abandonaba un barco varado a su suerte en estas aguas. Por lo anterior algunos de los isleños se opusieron inicialmente a la construcción del primer faro de Stroma a fines del siglo XIX, quienes estaban más preocupados por sacar provecho de los naufragios que por prevenirlos.

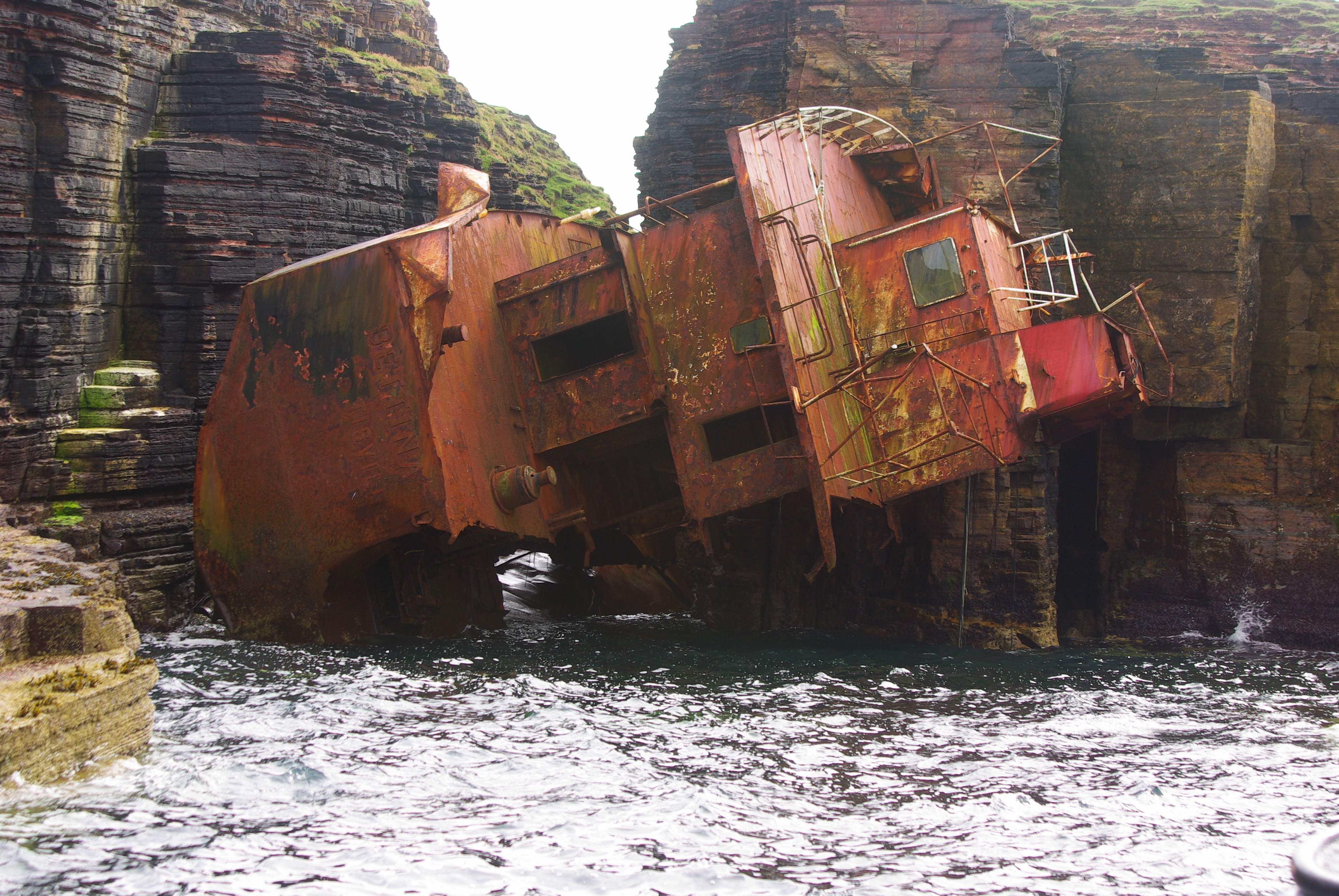
Una víctima del Pentland Firth: la popa del Bettina Danica, naufragó en Stroma en 1993

No obstante, los naufragios continuaron, siendo uno de los más rentables para los isleños el naufragio en 1931 del carguero danés Pennsylvania con 6.000 toneladas de mercancía en la vecina isla de Swona . El buque fue saqueado por los habitantes de Stroma, Swona y South Ronaldsay . Gran parte de su cargamento de máquinas tragamonedas, bujías, ropa, tabaco, relojes y repuestos de automóviles fue saqueado y escondido en montones de heno, campos de avena, lagos y cuevas cercanas. El superviviente David Stogdon, que se salvó en un bote salvavidas, recordó haber visto lo que los isleños hicieron con los productos recuperados ilícitamente del mar: "Todas las casas estaban llenas de restos [salvamento] ... relojes, telescopios, bitácoras . . . Me parece recordar enormes mesas de comedor en pequeñas cabañas. Y luego, por supuesto, de vez en cuando tenían piezas de carga de camiones o algo así que se podía juntar para hacer un camión y llevar a tierra en dos o tres barcos de pesca cuando hacía buen tiempo. Lo aterrizarían tranquilamente en algún lugar, lo conducirían y lo venderían". Los oficiales de aduanas, policías, guardacostas y Receptores de Naufragios generalmente no eran bienvenidos -la isla no tenía fuerza policial- y los isleños daban a entender que podían pasar cosas desafortunadas a los barcos de visitantes no deseados: "Los barcos de la policía podrían perderse, desarrollar un Fuga inesperada o combustión espontánea". El área aún presenta peligros para los barcos que pasan; En enero de 1993, la costa danesa Bettina Danica encalló en el extremo sur de Stroma. La nave fue destrozado por la acción del mar en 1997 y sólo se puede ver su popa.
Otra forma en que los isleños se sustentaban era a través de la elaboración ilícita de licores como una forma de aumentar sus ingresos. – una práctica que era más común entre las personas mayores. Un inspector que visitó la escuela de la isla en 1824 describió a los habitantes de Stroma como "todos contrabandistas declarados". La represión del contrabando por parte de las autoridades provocó una caída significativa de la población de la isla en la primera mitad del siglo XIX. El censo de 1841 señaló: "ahora que el contrabando está completamente suprimido, varias familias han abandonado la isla y se han mudado a las Orcadas para seguir con más actividades más legales". Si bien es posible que se haya erradicado el contrabando, la destilación ilícita continuó durante muchos años más. Una antigua habitante, la Sra. David Gunn, recordó en 1971 cómo fue que su bisabuela había logrado evitar los excisemen (agentes de aduanas) confiscaran su alcohol elaborado ilegalmente:

My great-granny, a woman Kirsty Banks frae Stroma – she wesna supposed to be very clever, but faith! She hed all her wits boot her. They used to dae a bit о distillin in that time, on their own of coorse, and wan time they hed a browst ready, fan they heird 'at 'e excisemen were comin. Noo she'd hedden a stillborn bairn no long afore 'at, an 'e excisemen kent 'at. And they'd no time til hide 'e malt. So she telt 'e bairns til make up a bed til her in 'e kitchen, and til put 'e malt in 'e bed, and she wes lyin on 'at fan 'e excisemen came in. And she telt them 'at she'd hidden a stillborn bairn no long afore 'at, and she wisna feelin very weil, but 'e bairns wanted her in 'e kitchen, til guide them and tell them fat til do. And 'e excisemen kent that was true, they kent she'd hedden a bairn. So they searched 'e rest о the hoose, but they didna touch 'e bed, and they got off wi' it.

A pesar de su aislamiento físico, los isleños mantuvieron una comunidad animada. La Sociedad para la Propagación del Conocimiento Cristiano (SPCK) había fundado una escuela en 1723, con sesenta niños en su lista de asistencia. Las exigencias de la vida en la isla estaban en conflicto hasta cierto punto con las de la escolarización. El inspector de SPCK encontró solo dieciocho de los setenta alumnos presentes cuando visitó la escuela en 1824, descubrió que muchos de los niños estaban completamente ocupados ayudando a sus familias en el verano y solo podían asistir a la escuela en el invierno. En la isla se construyeron dos lugares de culto con un par de años de diferencia entre las construcciones, una fue la capilla bautista en 1877 y luego una iglesia de la Iglesia nacional de Escocia en 1878. Aunque pronto se convirtieron ambas congregaciones en elementos centrales de la vida en comunidad dentro de la isla, parece que hubo con el tiempo algunas diferencias entre las dos congregaciones, quizás debido a un choque entre el celo misionero de los bautistas locales y el calvinismo de los presbiterianos.

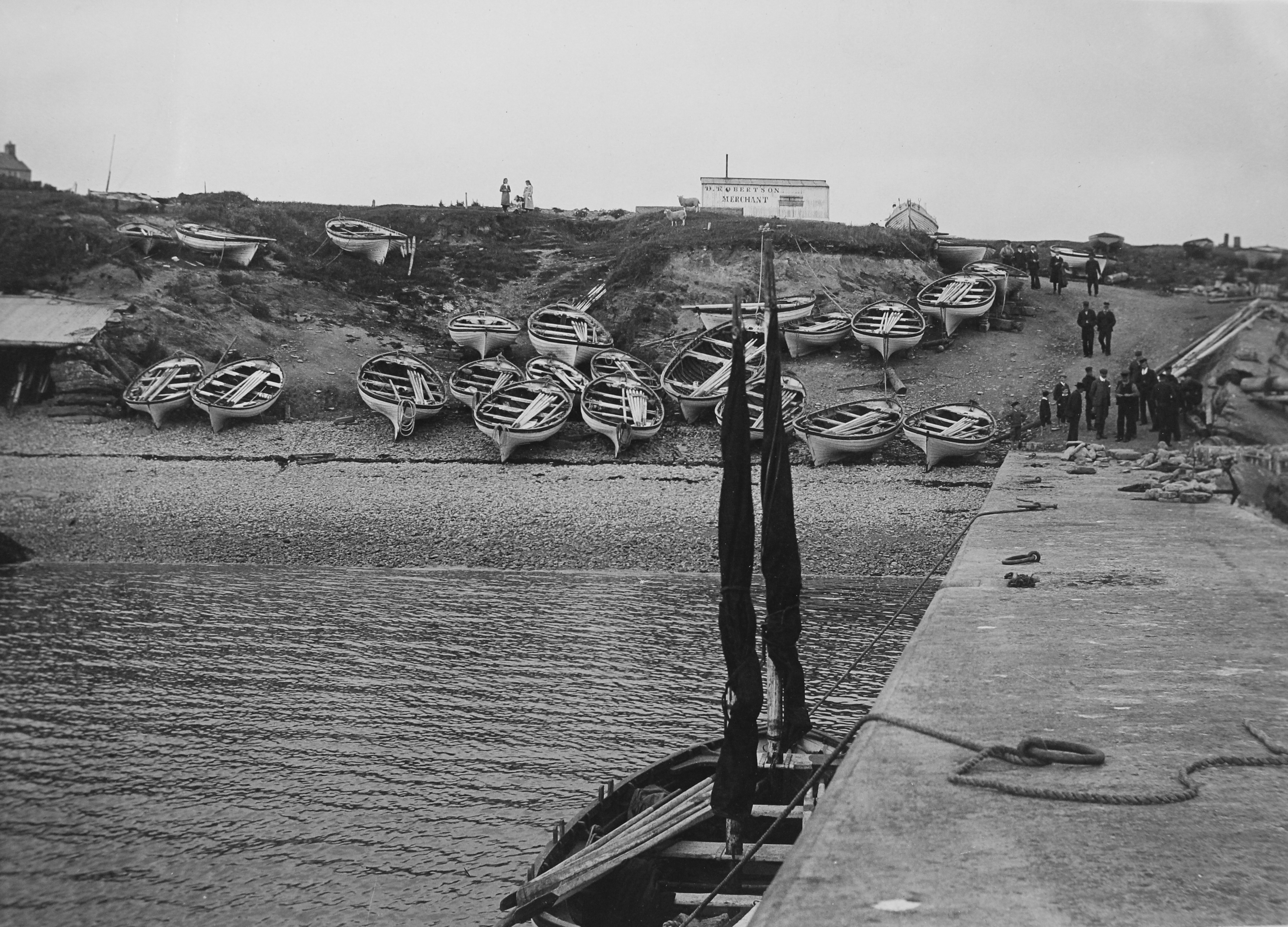
El muelle y la playa de Nethertown, Stroma, en julio de 1904

Los habitantes de Stroma eran autosuficientes y muchos practicaban oficios adicionales a sus profesiones como carpintería, herrería o construcción además de sus "trabajos diarios" en la pesca o la agricultura. Construyeron sus propias casas y botes con materiales locales, produjeron la mayor parte de sus propios alimentos, mantuvieron equipos agrícolas, herraron así sus propios caballos y se hicieron a su propia ropa, botas y zapatos. En la década de 1920 construyeron sus propios aerogeneradores para recargar las baterías de sus aparatos de radio. A fines del siglo XIX, la isla tenía tres tiendas, incluida una tienda de comestibles. Cualquier necesidad adicional se cubría comprando suministros en las tiendas de las localidades cercanas de Wick y Thurso en el continente o mediante pedidos por correo de catálogos. Durante un tiempo, también pudieron utilizar los servicios de una tienda flotante que llegaba periódicamente desde las islas Orcadas a Stroma. Los clientes salían en sus botes a remo para comprar comestibles, harina, alimentos para animales, parafina y ropa a cambio de langostas, pescado salado y huevos.
La mayoría de las casas en Stroma son estructuras de piedra de una sola planta con dos habitaciones principales, además de un armario y un porche. Las habitaciones eran pequeñas y estaban amuebladas con sencillez, incorporando camas empotradas. Estas consistían en una serie de tablones de madera con una capa de paja encima, sobre los que se colocaba un colchón relleno de paja. Una butaca se utilizaba como sala de estar e incluía una estufa de hierro con horno y, en ocasiones, un depósito de agua para poder generar agua caliente, mientras que otra se utilizaba para visitas y como sala de estar.

Un ex isleño, Jimmy Simpson, recordó que "Vivíamos unas doscientas cincuenta personas aquí cuando yo era niño. Nunca me pareció un lugar solitario. Siempre había gente entrando y saliendo de las casas de los demás, había cuarenta niños en la escuela y había dos profesores. Tuvimos conciertos; tres conciertos en invierno en los que había que cantar fuerte para superar el sonido del viento. Los jóvenes se reunían en la tienda en las largas, largas tardes de verano". La isla tenía algunos personajes distintivamente excéntricos: Donald Banks, el fabricante de ataúdes de la isla, que era conocido por pelearse con sus vecinos (diciéndole a una familia: "¡No los enterraré más!"  ) y combinar la poesía con la fabricación de ataúdes, como en el pedido que hizo a un proveedor del continente:
Estimado Sr. Sutherland, ¿Serías tan bueno? Para enviar ocho tablones de madera de ataúd.Forro de media pulgada, (estimado Sr. Sutherland) para los que suspiran . . .

### Declive y abandono

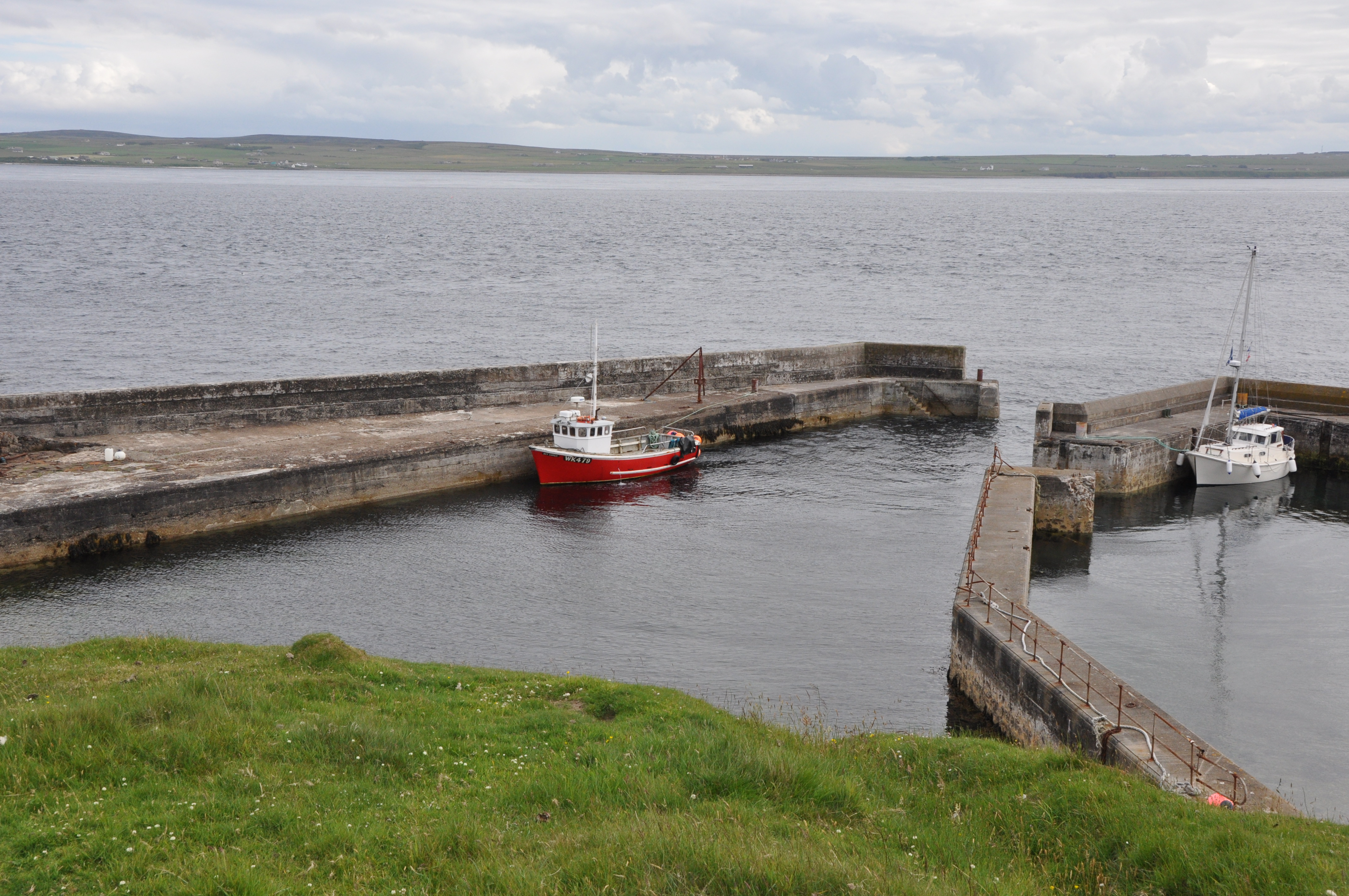
El puerto de Stroma, construido en la década de 1950 en un intento fallido de evitar el colapso final de la población de la isla.

La población de Stroma cayó precipitadamente durante la primera mitad del siglo XX, lo que finalmente llevó a su abandono final a fines de la década de 1950. No hubo una sola causa que precipitara el colapso de la población de Stroma. Las condiciones de vida en la isla siempre fueron básicas; no había agua corriente ni electricidad, y el gas solo llegó en la década de 1950, lo que contrastaba mal con las mejoras que se estaban realizando en el continente producto de la Segunda Guerra Mundial. La pesca se deterioró después de la Primera Guerra Mundial y el oficio se convirtió en una forma cada vez más difícil de ganarse la vida. La isla estaba relativamente superpoblada; para 1901, la población era casi el doble que sesenta años antes y quedaba poca tierra libre para la agricultura. Las familias de seis a ocho hijos eran comunes, pero simplemente no había suficiente trabajo para todos, por lo que el mayor a menudo le tocaba migrar al continente Europeo, a Escocia, a Canadá o a Estados Unidos para encontrar trabajo. La falta de un puerto adecuado significaba que los isleños no podían utilizar barcos más grandes ni desarrollar una pesca moderna. Los jóvenes comenzaron a mudarse para buscar oportunidades mejor pagadas en otros lugares, finalmente seguidos por sus padres.
Ambas Guerras Mundiales tuvieron un impacto negativo en Stroma, que estaba a solo 12 millas (19 km) de la base principal de la Royal Navy en Scapa Flow en las islas Orcadas. Seis isleños murieron en cada una de las Guerras Mundiales; los nombres de los doce occisos están inscritos en el monumento a los caídos de la isla. Estadísticas oficiales hablan de que durante la Segunda Guerra Mundial hasta una cuarta parte de la población estaba en el servicio. Además de los problemas económicos de la isla ya mencionados, la introducción del examen 11-plus en 1944 significó que todos los niños mayores de 12 años tenían que dejar Stroma para completar su educación en la escuela secundaria de la localidad de Wick en Escocia. Debido a que no podían viajar entre la isla y la localidad de Wick, tenían que asistir a la escuela como internos, lo que generaba gastos adicionales para sus padres.
A menudo se han citado otros dos factores en la despoblación de Stroma: la construcción de la central nuclear en la cercana en Dounreay en la década de 1950, que creó muchos puestos de trabajo nuevos en el continente, y en la misma década la construcción de un puerto en Stroma en el que muchos isleños fueron empleados. Aunque se ha afirmado que esto les dio a los isleños el incentivo (y los medios) para irse, el historiador local Donald A. Young señala que de los isleños que se fueron después de 1945, solo uno fue directamente de Stroma a Dounreay. La mayoría del resto continuó pescando en las mismas aguas o cultivando en el continente, mientras que otros encontraron trabajos alternativos en las localidades cercanas. Algunos ex-isleños lograron encontrar trabajo en la planta nuclear de Dounreay, pero ya para ese entonces se habían mudado al continente por trabajo o educación no relacionados con la planta.

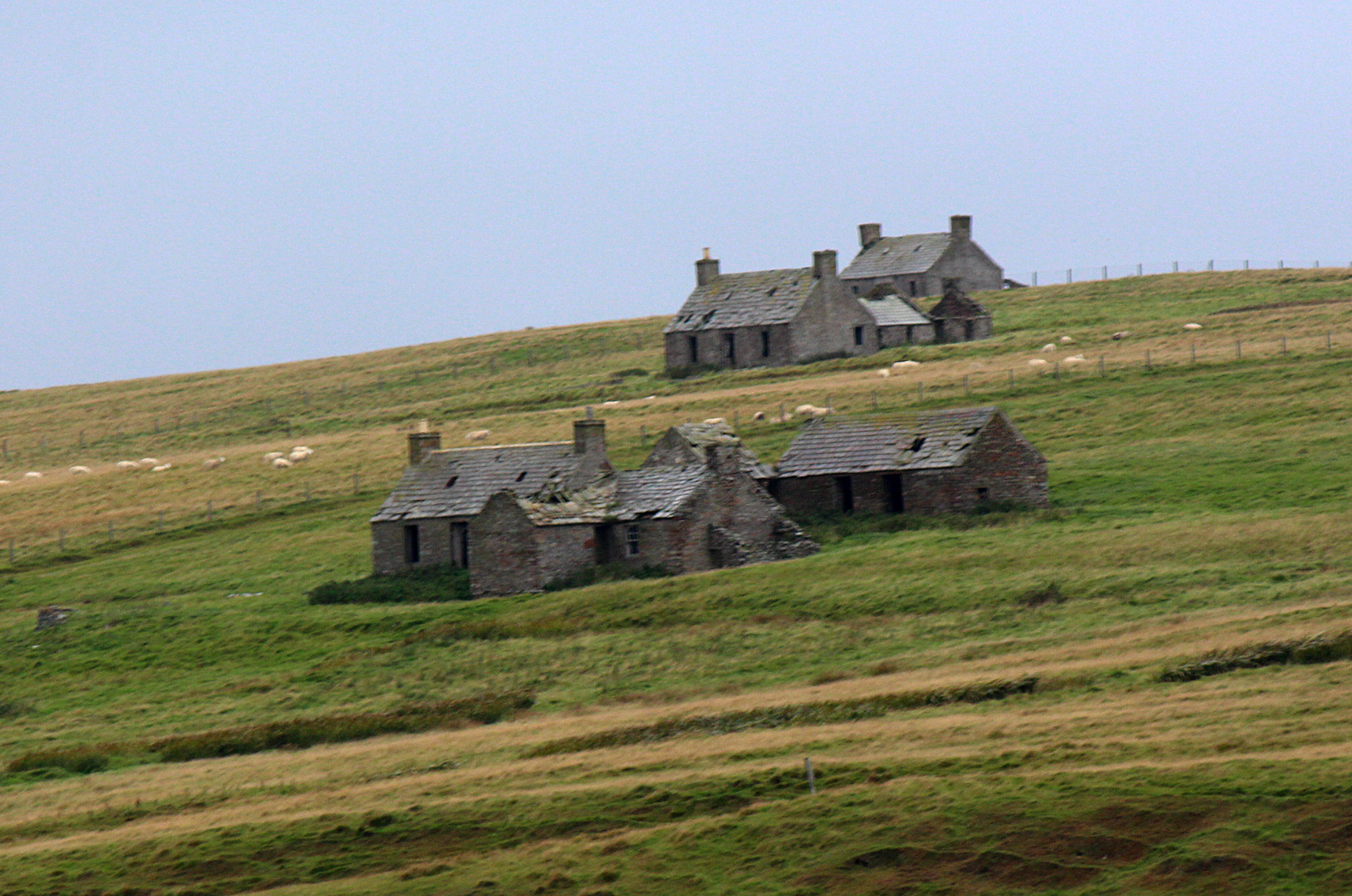
Casas en ruinas en Stroma

Los Sinclair de Mey vendieron su parte de la isla al Coronel F. B. Imbert-Terry en 1929, quien a su vez lo vendió a John Hoyland, un fabricante de paraguas de Yorkshire, en 1947. Hoyland también adquirió la propiedad insular restante de los Sinclair de Freswick, uniendo Stroma por un costo informado de £ 4000. Su mandato coincidió con el colapso final de la población de la isla. Cuando los inquilinos se fueron, Hoyland puso a Stroma en el mercado pero no encontró compradores. Un concejal de Caithness sugirió varios planes para Stroma, incluido el establecimiento de un complejo naturista y su uso como lugar para un crematorio, pero el consejo rechazó las sugerencias de que el gobierno debería asumir la responsabilidad de la isla. A medida que la población se fue, la economía local se desintegró; ya que no había suficientes hombres aptos para tripular los barcos de pesca, y las instalaciones restantes en la isla se cerraron por falta de mano de obra. La última tienda en la isla, la tienda Scottish Cooperative Wholesale Society, cerró en 1956. Para 1957 solo quedaban tres familias, que sumaban 16 personas en total; en ese mismo año, la escuela de la isla cerró, momento en el que ya solo tenía dos alumnos en escuela primaria. La Oficina de Correos cerró en 1958 cuando la familia que la operaba se fue a vivir al continente.
En el verano de 1958 el propietario John Hoyland, generó controversia al ofrecer la isla al programa de concursos de televisión estadounidense Bid 'n' Buy como para su premio. Después de una protesta en ambos lados del Atlántico, los productores del programa se conformaron con ofrecer un automóvil en su lugar. En diciembre de 1960, se vendió Stroma a Jimmy Simpson, un isleño cuya familia se había mudado a una granja en una localidad cercana al Castillo de Mey en 1943. Simpson originalmente no tenía la intención de comprar la isla, pero estaba hablando de eso con su abogado: "Dije: 'Veo que Stroma se vendió la semana pasada, y no se vendió esta semana. ¿Está en el ¿mercado?' —Sí —dijo—, Stroma está a la venta. Le dije: "¿Qué tipo de dinero?" Así que me dijo qué tipo de dinero, y en ese momento, el abogado escribió que yo, James Simpson, me ofrecí a comprar la isla de Stroma a una cierta cantidad, y firmé con mi nombre al final". Mi esposa no estaba entusiasmada con la compra: "Lena casi se me echa encima por ser tan estúpida. Ella dice: '¿Estroma? ¿Qué diablos vas a hacer con una isla?'". Tuvo éxito en su oferta y utilizó la isla para pastar a sus animales, repoblándola con alrededor de 200 ovejas y 30 vacas. Todavía al día de hoy es utilizada por la familia Simpson para el pastoreo de ovejas.
Hasta ese momento, la familia Manson de cinco miembros se había convertido en los últimos habitantes nativos de Stroma que no la habían abandonado. Aunque el cabeza de familia, Andrew Manson, llamó a la isla "un paraíso en verano" y un lugar donde estaba "libre de distracciones externas y viendo a mis hijos crecer desde la niñez hasta la edad adulta". – enseñándoles a vivir como hombres, a no depender de nadie", era a su vez una vida sombría para las mujeres, que habían solicitado una protección oficial en Scrabster, cerca de Thurso. Los Manson finalmente abandonaron Stroma el 6 de diciembre de 1962, poniendo fin a miles de años de habitación permanente en la isla.

### Isla en ruinas

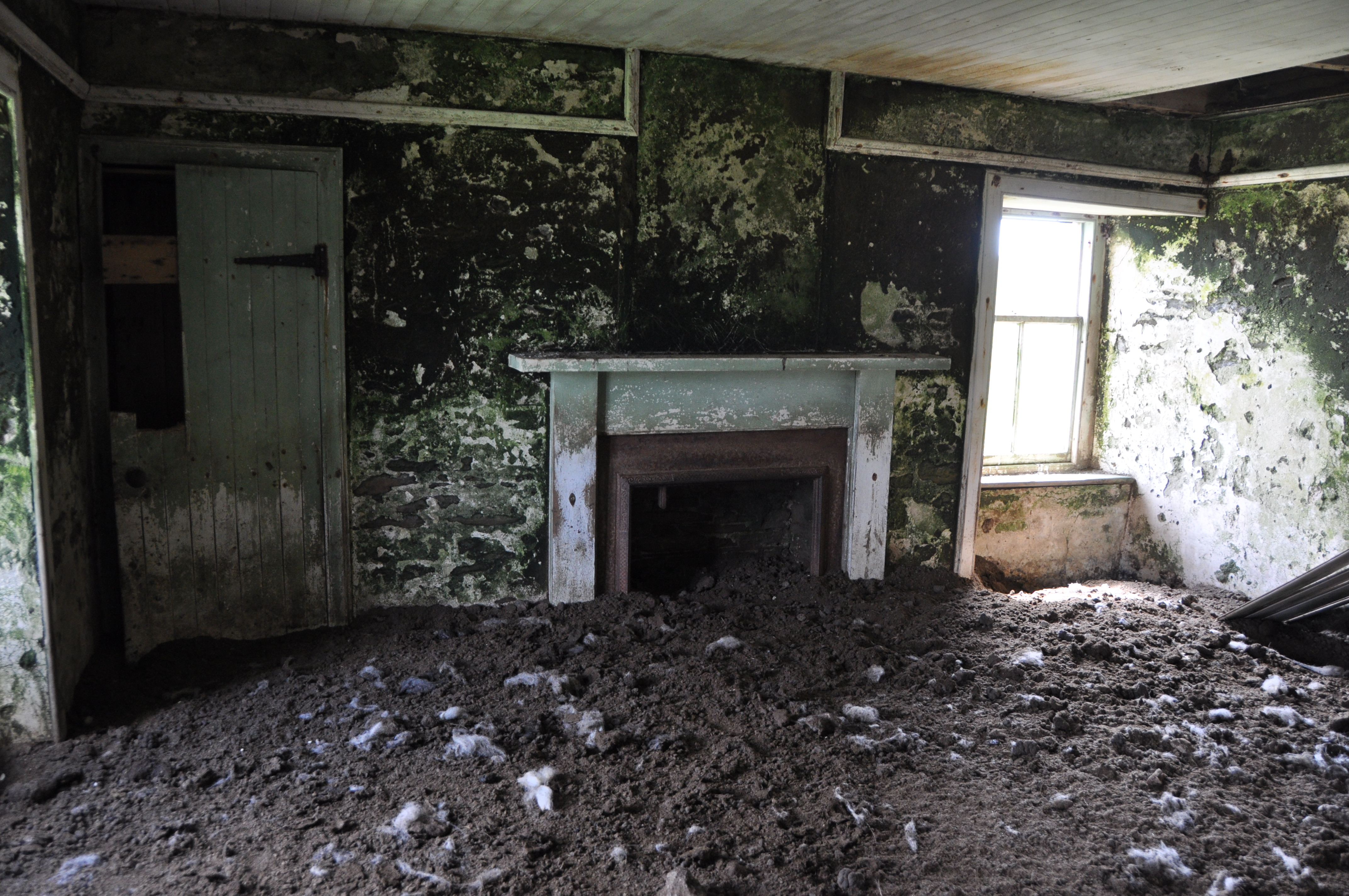
Interior de una casa abandonada en Stroma

Stroma ahora está completamente abandonadA por los humanos; sus únicos habitantes permanentes son las focas, aves y ovejas que viven en la isla. La iglesia, la escuela y las antiguas casas de campo están ahora abandonadas, y muchas se han arruinado con el paso del tiempo. La escritora Bella Bathurst, en una visita en la isla a principios de la década de 2010, describió la escena:

The houses along the main road down the spine of the island seem to have rotted at different rates. Those crofts, which have somehow managed to keep their glazing and their roof-slates, are in much better condition than the others. In some, the furniture is still laid out as if only recently abandoned: iron bedsteads with mattresses, tables, armchairs, cupboards full of boots and bottles, everything arranged with the same care and compaction as it would be on a boat. But most crofts have already lost the war with the weather. As soon as the tiles go, the damp begins to sidle into the mortaring; within a couple of years all that is left are a few bony ribs and the stark gable ends.

Dentro de algunas de las casas, escribe Bathurst, los objetos cotidianos aún permanecen donde se dejaron hace ya décadas; "la cama y el techo de tablas encaladas están intactos, intactos incluso por la humedad. La mesa de la cocina sigue en pie en el salón y una fotografía enmarcada y descolorida mira desde lo alto de la repisa de la chimenea". En otra casa visitada 20 años antes por Leslie Thomas, "había una fila de fotografías familiares, sombras con vestimenta victoriana mirando para siempre a una habitación ahora desolada y agujereada, pero que alguna vez había albergado la vida de una cálida familia".

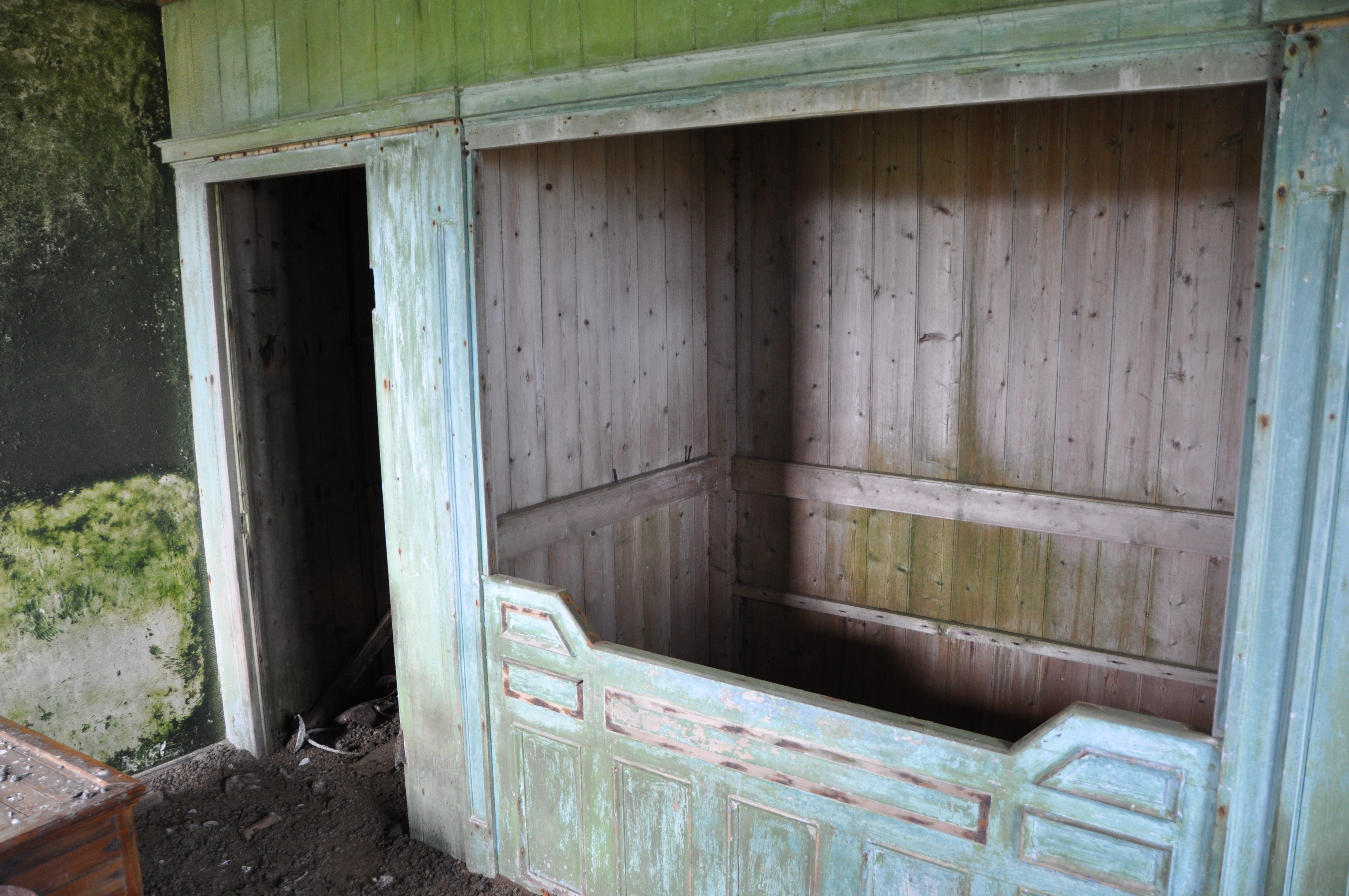
Una cama empotrada en una de las casas abandonadas de Stroma

En otros lugares, los libros permanecen "polvorientos pero ordenados" en la escuela abandonada, y la iglesia aún contiene su púlpito, "sencillo y adornado con borlas rojas irregulares" con libros de oraciones "dejados para ser pisoteados por ovejas paganas y mordisqueados por conejos y ratas". ." En la antigua oficina de correos, formularios y solicitudes de licencia y una botella de tinta seca aún se encuentran en el mostrador, mientras que en una habitación trasera se encuentra "un bonito tocador, sobre el cual [se encuentra] una tetera y una jarra y algunas partituras: 'Red Sails in the Sunset', 'The General's Fast Dormied' y 'You Can't Do That There 'Ere'. Nadie en Stroma cantará esas canciones ahora".
Bathurst y Thomas expresan sus puntos de vista contrastantes sobre el significado del abandono de Stroma. Thomas lo considera una tragedia: "De todos los lugares apartados que he conocido, este fue el más triste. Parecía como si su vida hubiera terminado en un ataque de resentimiento". Para Bathurst, sin embargo, "Es tentador ver el abandono de Stroma como el resultado de un trauma atroz. El abandono siempre se toma como un signo de fracaso, una muerte colectiva . . . Pero Stroma no se siente triste. Es cierto que hay tristeza al ver los huertos de vegetales que alguna vez fueron meticulosos convertidos en malas hierbas, o al preguntarse cuántos inviernos más resistirán los canteros antes de que comiencen a pudrirse. Pero esa no es toda la historia. Lo interesante de Stroma no es el hecho de su abandono, sino la historia de su pasado.” 
MeyGen Ltd instaló cuatro turbinas mareomotrices gigantes en el fondo del océano cerca de la isla de Stroma que produjeron 25 GWh de energía eléctrica durante 2019, suficiente para satisfacer las necesidades eléctricas de 4000 hogares.

## Comunicaciones

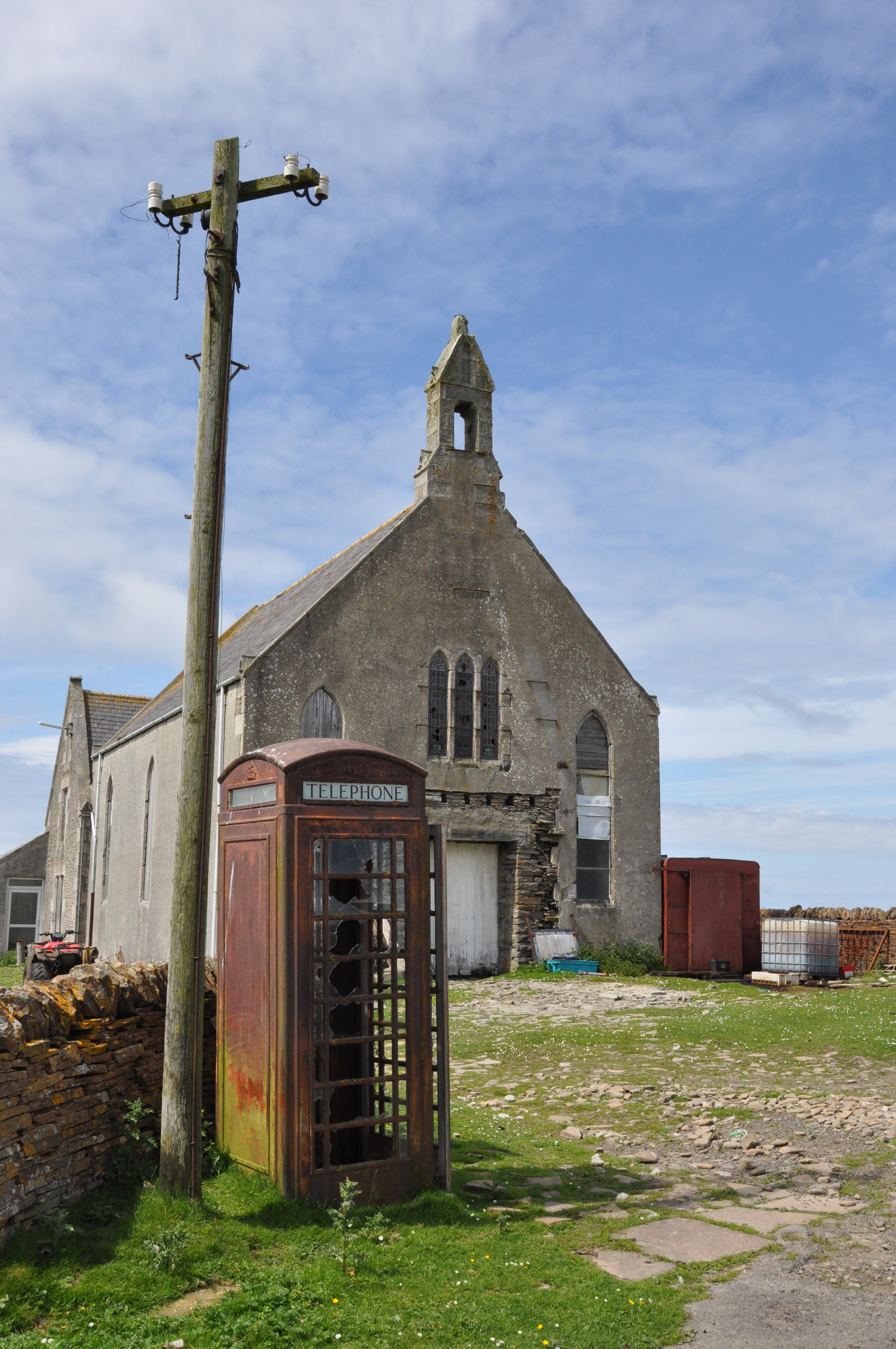
La iglesia y la cabina telefónica en desuso de la isla.

Stroma careció de una conexión regular con el continente hasta 1879, cuando la oficina de correos subvencionó un servicio de barco semanal desde Huna en el continente y a su vez estableció una oficina de correos en la isla. Sin embargo, el volumen de correo de Stroma resultó ser tan pequeño que el servicio resultó costoso mantenerlo. En la década de 1950, la oficina de correos gastaba 1 chelín, 2 dólares actuales. por cada letra que vale 2½ peniques en franqueo
Durante muchos años, los isleños no tenían medios para comunicarse con el continente en caso de emergencia, aparte de hacer señales con lámparas de mano y esperar que alguien los viera en el territorio continental. En 1935 se instaló un radioteléfono y en 1953 se tendió un cable telefónico hasta la isla. Se instaló una cabina telefónica roja en el centro de la isla, símbolo de la instalación de cabina telefónica número 6 millones en el Reino Unido. Todavía está allí hoy, aunque ya no está en uso.
No fue hasta 1894 que Stroma obtuvo su primer punto de aterrizaje artificial, un muelle construido con cemento Portland cerca de Nethertown a un costo de £ 800. En 1955, el Consejo del Condado de Caithness construyó un nuevo puerto en la costa sur de la isla al entonces gran costo de £ 28,500. Aunque estaba destinado a ayudar a detener el éxodo de los habitantes de la isla, Stroma fue abandonado solo unos años después de la finalización del puerto.
A fines de la década de 1930 , Highland Airways consideró la posibilidad de incluir Stroma en el servicio de avión de ambulancia del hospital que estaba en funcionamiento en ese momento. El 19 de agosto de 1937, el capitán EE Fresson de Highland Airways aterrizó un pequeño avión en tierras de cultivo contiguas a Mains of Stroma y, en la primavera siguiente, los isleños despejaron un área de páramos en el lado oeste de la isla para crear una pista de aterrizaje. El primer vuelo oficial aterrizó en junio de 1938. Sin embargo, la ya próxima Segunda Guerra Mundial impidió más desarrollos en esta área y no se estableció un servicio regular con la isla, hasta después de la guerra; Highland Airways pasó a manos de British European Airways, que abandonó cualquier interés en servir a la isla.
Hoy, Stroma no tiene comunicaciones regulares con el continente. El propietario de la isla organizaba viajes en barco ocasionales los fines de semana para los visitantes, incluido el príncipe Carlos, que pintaba acuarelas de las casas abandonadas.

## Edificios notables

### El Faro
En 1890, se construyó un faro en el extremo norte de Stroma, en Langaton Point. Solo estuvo operativo durante seis años antes de ser reemplazado, y ahora se sabe muy poco sobre su estructura. El faro no tripulado albergaba originalmente una lámpara Trotter-Lindberg que quemaba alcohol de petróleo. El suministro de combustible se almacenaba en cisternas cerca de la linterna, que los pescadores o agricultores locales recargaban regularmente por lo menos quincenalmente. Fue uno de los primeros faros de Escocia en utilizar este tipo de luz considerada "centelleante".
Fue reemplazado en 1896, posiblemente en el mismo sitio, por un nuevo faro construido según un diseño de David Stevenson como parte de un importante programa de obras de construcción en el norte de Escocia. Un sistema de advertencia de niebla se instaló al año siguiente. El faro de Stevenson consiste en una torre circular de piedra pintada de blanco de 23 m (75,5 pies) de altura a una altura de 32 m (105 pies) por encima de la media de los edificios cercanos para albergar así a los generadores y los fareros. La luz provenía de una lámpara de parafina. Se instaló un depósito de aceite en la torre del faro, eliminando la necesidad de un edificio separado para almacenar el combustible. El faro fue atacado con ametralladoras por un avión alemán el 22 de febrero de 1941, causando pocos daños y ningún herido, los cuidadores pronto pudieron repararlo.
Hasta 1961, el faro se administró como una estación costera y, posteriormente (después de que la población residente de Stroma se fuera) como una estación rocosa. En 1972 se instaló una lámpara eléctrica con una potencia máxima de 1,1 millones de candelas, Consta de una estructura de dos plantas que incorpora una bóveda funeraria y un palomar . El edificio fue construido con losas grises y cantoneras de arenisca rosa. mide 25 pies (7,6 m) por 18 pies 5 plg (5,6 m) externamente y de pie 22 pies (6,7 m) alto. El dintel de la puerta lleva la inscripción "IK" (Ioannes [ie John] Kennedy) y la fecha de 1677.
Las momias de Stroma fueron una especie de atracción turística en el siglo XVIII. El naturalista y viajero galés Thomas Pennant describió a las momias como "cuerpos enteros e incorruptos de personas que habían estado muertas durante sesenta años. Me informaron que eran muy livianos, tenían flexibilidad en sus extremidades y eran de un color oscuro". Sin embargo, su popularidad resultó ser su ruina. En 1762, el obispo de Ross y Caithness, Robert Forbes, registró en su diario que los muertos de los Kennedy

... played such wretched tricks on the Body of his Father, for the Diversion of Strangers, as in time broke it to pieces, and the Head was the part that fell first off. He used to place Strangers at his Father's Feet, and by setting a Foot on one of his Father's, he made the Body spring up speedily and salute them, which surprized [sic] them greatly. Then, after laying the body down again, he beat a march upon the Belly, which sounded equally loud with a Drum.

Para 1786, las momias habían sido destruidas por el ganado y los visitantes descuidados ya que, según Walker's Hibernian Magazine, "la curiosidad por ver las momias había atraído a muchas personas ociosas a Stroma, [y] que algunos, por desenfreno, habían destrozado la puerta, y otros los cuerpos; y no siendo reparada la puerta, ovejas y vacas entraron en la bóveda, y los pisotearon". Ahora no hay rastro de los entierros originales en la bóveda.